# Heinrich Karsten
Heinrich Ludwig Joachim Karsten, auch H(e)inrich Ludewig Joachim (* 1. Dezember 1792 in Rostock; † 18. Mai 1871 in Vilz) war ein deutscher evangelisch-lutherischer Theologe.

## Leben
Heinrich Karsten (Nr. 7–8 der auf seinen Großvater fokussierenden Geschlechtszählung) war ein jüngerer Sohn des Ökonomen und Agrarwissenschaftlers an der Universität Rostock, Lorenz Karsten und dessen Frau, der Pastorentochter Lisette, geb. Engel (1757–1834). Er studierte ab 1809 Theologie an den Universitäten in Rostock und Berlin. Er war Teilnehmer der Befreiungskriege 1813–1815 als Leutnant im Lützowschen Freikorps und wurde mit der „Medaille Preußens tapferen Kriegern 1813/15“ geehrt. Von 1817 bis 1871 war er Pastor der zur Propstei Gnoien gehörenden Kirchengemeinde Vilz bei Tessin und von 1835 bis 1868 auch Präpositus der Propstei.
Ab 1835 war er außerdem Hauptsekretär und Kassierer des von seinem Vater 1817 gegründeten Mecklenburgischen Patriotischen Vereins sowie bis 1861 Redakteur der Annalen des Vereins und stand damit in Verbindung mit Dethloff Carl Hinstorff und dessen Verlag. Ebenfalls 1835 begründete er den Verein zur Unterstützung vater- und mutterloser Waisen von Predigern und studierten Schullehrern. 1849 wurde er Mitglied der neu gegründeten Kirchenkommission in Schwerin und 1859 zum Kirchenrat ernannt. 1863 erhielt er die Verdienst-Medaille in Silber mit dem Bande und 1867 wurde er zum 50-jährigen Amtsjubiläum zum Ehrenbürger von Tessin ernannt. Besonderen Einsatz zeigte er während der Choleraepidemie in Vilz 1859, wo er wegen seiner „Unerschrockenheit“ gerühmt wurde. 1863 war er einer der letzten zehn Veteranen der Befreiungskriege aus der mecklenburgischen Geistlichkeit.
Heinrich Karsten war ab dem 14. Dezember 1817 verheiratet mit Christine (Dorothea), geb. Michaelis (1797–1841), der Tochter seines Amtsvorgängers und in zweiter Ehe ab dem 2. Dezember 1842 mit Johanna, geb. Zander (1800–1895), Tochter des Pfarrers Heinrich Zander zu Semlow in Pommern. In der ersten Ehe wurden zwei Söhne und drei Töchter geboren; die zweite Ehe blieb kinderlos.
Der Mathematiker Wenceslaus Johann Gustav Karsten (1732–1787) war sein Onkel. Der Jurist und Gerichtsrat Jacob Karsten (1781–1866), der Metallurge Carl Karsten (1782–1853) sowie der Jurist und spätere Rostocker Bürgermeister Detloff Karsten (1787–1879) waren seine älteren Brüder. Der Schweriner Domprediger und Superintendent Hermann Karsten (1801–1882) war sein jüngerer Bruder. Ein Urenkel war der Studienrat und Politiker Martin Karsten (1890–1995).